# راز (فیلم ۲۰۰۲)
راز (به هندی: Raaz) فیلمی است محصول سال ۲۰۰۲ و به کارگردانی ویکرام بات است. در این فیلم بازیگرانی همچون بیپاشا باسو، دینو مورئا، مالینی شارما، اشوتوش رانا، مینک برار ایفای نقش کرده‌اند.
دنباله این فیلم، فیلم های راز ۲، راز ۳ است.